# Santuario della Madonna di Valdibrana
Il santuario della Madonna di Valdibrana è un santuario del XVII secolo, situato a Valdibrana, piccolo sobborgo di Pistoia.

## Storia e descrizione

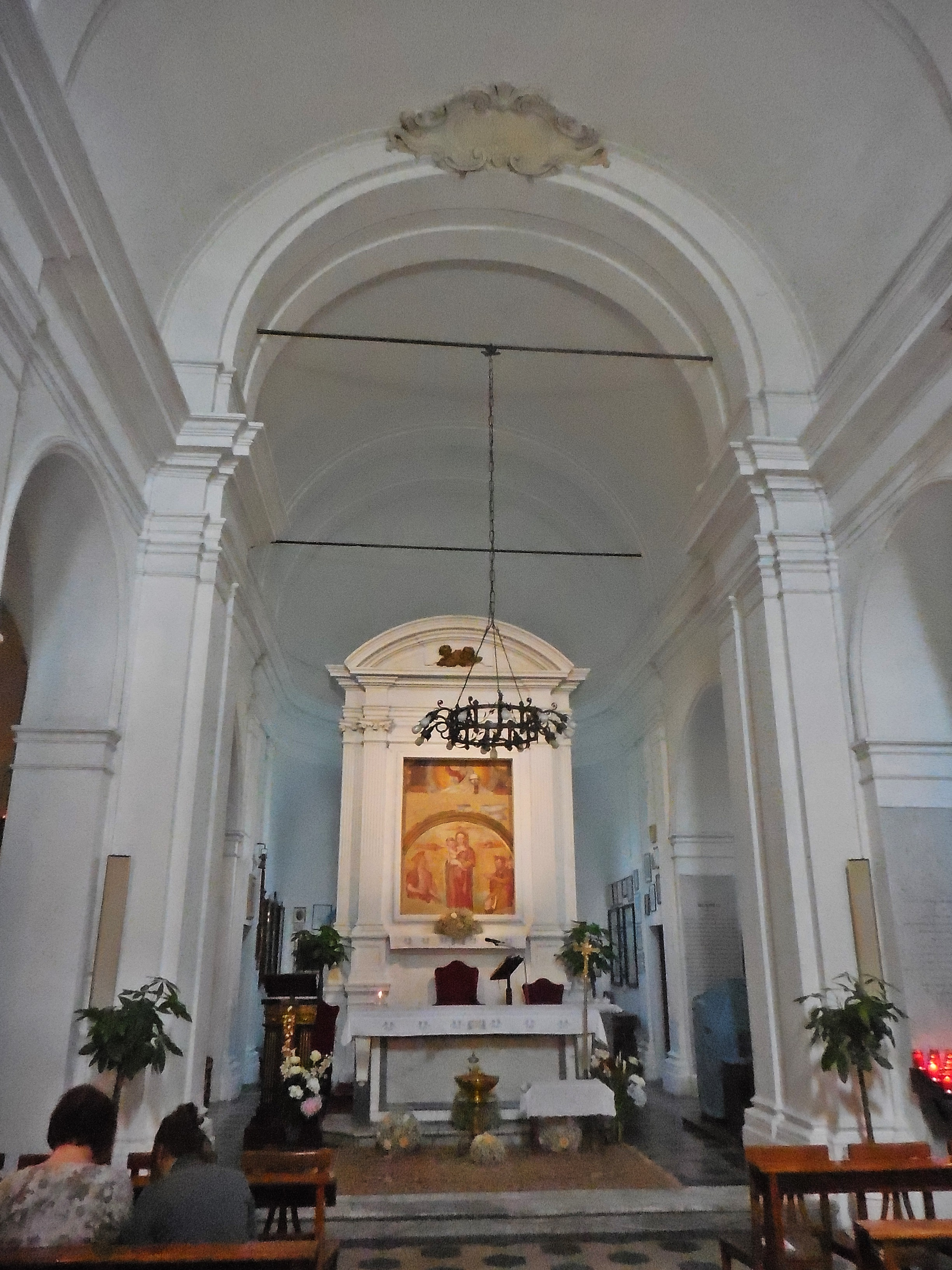
L'interno

Il santuario sorse nel 1650 sul luogo di un piccolo oratorio al cui interno già dalla fine del XIV secolo era conservata un'immagine miracolosa della Vergine. Conserva al suo interno una tela raffigurante l'Annunciazione e due santi, dipinta nel 1625 da Alessio Gimignani, pittore pistoiese assai noto e prolifico, capostipite di una famiglia che assunse poi maggior fama con il figlio Giacinto e il nipote Ludovico. L'edificio subì modifiche che gli dettero l'attuale aspetto neoclassico. Il santuario è meta di devoti pellegrinaggi, soprattutto nel mese mariano. I fedeli hanno modo di toccare il sasso benedetto posto dietro l'altar maggiore, che infonde speranza nel superare i mali e gli ostacoli.